# Поповский, Богдан Васильевич
Богдан Васильевич Поповский (р. 3 февраля 1923, Новая Прилука, Винницкий район, Винницкая область, Украинская ССР— 6 июня 2024, Москва) — инженер-строитель, специалист по сварным конструкциям, лауреат Ленинской премии.

## Биография
Богдан Васильевич родился в селе Новая Прилука Винницкого района Винницкой области Украинской ССР. В семье было пятеро сыновей, двое из которых умерли в раннем возрасте. У Богдана были брат Юрий, старше на восемь лет, и Олег (Лесик), младше на четыре года. Родители преподавали в школе.
Отец, Поповский Василий Юрьевич (1889–1937), участник Первой мировой войны, музыкант, был репрессирован. Мама, Поповская (Карчевская) Елена Викентьевна (1887–1973), была отправлена как член семьи врага народа в административную ссылку в Казахскую ССР вместе с младшим ребенком.
В 1925 году семья переехала в Киев. Когда началась Великая Отечественная война, Богдан окончил первый курс Киевского строительного института. Немцы бомбили украинскую столицу уже в первый день войны, сразу уничтожили один мост через Днепр. А Богдан с бригадой студентов 22 июня 1941 года с раннего утра трудился на левом берегу реки, подготавливая территорию для геодезической практики. Ребята видели, как над городом вдали летают самолеты, слышали гул моторов и вой сирены, думали, что это учения идут. И только к вечеру они узнали, что началась война. Студенты спрашивали в деканате, чем могут помочь фронту, ответ был один: «Все делается по плану». Богдан увлекался мотоциклами, хотел поступить в мотоциклетный полк. Но там набор военнослужащих был завершен. Брат Юрий был призван в армию, а Богдан поехал в эвакуацию в Казахстан, где встретился с младшим братом и мамой, которая работала в шахтерском поселке треста «Ленгеруголь». Мама трудилась сторожем в одной из строительных организаций и на дому шила на заказ одежду. Богдан один год жил в Ташкенте (Узбекская ССР), где пытался учиться на втором курсе строительного факультета Среднеазиатского индустриального института. От вуза он трудился в колхозе, научился стоговать и скирдовать. Однажды в Ташкенте ему с товарищем была доверена важная миссия — принести два мешка угля для отопления эвакуированным москвичам Фаине Раневской и Анне Ахматовой. Юноши с раскрытыми ртами смотрели на двух талантливых женщин, которые их благодарили за столь ценное топливо.
После освобождения центральной части Украины Богдан Васильевич отправился с бригадой восстанавливать разрушенные фашистами города, в частности работал в Харькове. Потом с мамой и братом он переехал в Киев. Богдан Поповский восстановился в институте сразу на второй курс. На практике он руководил бригадой пленных немцев на ремонтных работах по реконструкции вокзала.
В 1949 году окончил Киевский инженерно-строительный институт, защитил дипломный проект по новому способу изготовления нефтяных резервуаров.
Работал на Куйбышевском заводе монтажных установок, с января 1958 г. главный технолог Главнефтемонтажа Министерства строительства РСФСР.
1970 — заместитель директора института ВНИИМонтажспецстрой.
Доктор технических наук, профессор (1973).
1975 — главный специалист ОГС (отдела главных специалистов) треста «Проектстальконструкция».
С 1997 года руководитель центра НТСЭБЦ ОАО «ВНИИМонтажспецстрой».
2010 — главный специалист отдела главных специалистов ЦНИИПСК им. Мельникова.

## Награды
В 1958 г. удостоен Ленинской премии за участие в разработке и внедрении индустриального метода строительства нефтерезервуаров из плоских полотнищ, сворачиваемых в рулоны.

## Книги
- Сооружение резервуаров. Viktor Stepanovich Kornienko, Богдан Васильевич Поповский. Стройиздат, 1971 - Всего страниц: 224
- Строительство изотермических резервуаров. Богдан Васильевич Поповский, Александр Зиновьевич Майлер. Недра, 1988 - Всего страниц: 118
- Сборка и монтаж крупногабаритных аппаратов и емкостей. Богдан Васильевич Поповский, Георгий Владимирович Линевич. Машиностроение, 1986 - Всего страниц: 239
- Изготовление и монтаж крупногабаритных листовых конструкций. Богдан Васильевич Поповский, Вадим Николаевич Дикун. Стройиздат, 1983 - Всего страниц: 111